# Hilinamozaua
Hilinamozaua is een bestuurslaag in het regentschap Nias Selatan van de provincie Noord-Sumatra, Indonesië. Hilinamozaua telt 1605 inwoners (volkstelling 2010).